# Лунное затмение 8 ноября 2022 года
| Полное лунное затмение 8 ноября 2022 года                                               | Полное лунное затмение 8 ноября 2022 года |
| --------------------------------------------------------------------------------------- | ----------------------------------------- |
| Полное затмение в префектуре Айти в Японии (11:04 UTC). В нижнем левом углу виден Уран. |                                           |
| Цикл сароса                                                                             | 136 (20 из 72)                            |
| Гамма                                                                                   | +0.2570                                   |
| Магнитуда                                                                               | 1.3589                                    |
| Продолжительность (час: мин: сек)                                                       |                                           |
| Полное                                                                                  | 1:24:58                                   |
| Частное                                                                                 | 3:00:50                                   |
| Полутеневое                                                                             | 5:53:51                                   |
| Контакты (UTC)                                                                          |                                           |
| P1                                                                                      | 08:02:17                                  |
| U1                                                                                      | 09:09:12                                  |
| U2                                                                                      | 10:16:39                                  |
| Наибольшая фаза                                                                         | 10:59:08                                  |
| U3                                                                                      | 11:41:37                                  |
| U4                                                                                      | 12:49:03                                  |
| P4                                                                                      | 13:56:08                                  |

Лунное затмение 8 ноября 2022 года — полное лунное затмение, которое произошло 8 ноября 2022 года (по UTC). Максимальная фаза затмения наступила в 10:59 UTC. Продолжительность полной фазы составила 85 минут.
Это затмение стало вторым (из двух) лунным затмением в 2022 году; первым было полное лунное затмение 16 мая 2022 года. Следующее полное лунное затмение состоится 14 марта 2025 года (по UTC). Парное к солнечному затмению 25 октября.

## Видимость
Затмение полностью было видно над Тихим океаном и большей частью Северной Америки. Его можно было увидеть при восходе Луны в Австралии, Азии и на крайнем северо-востоке Европы в европейской части России, а также при заходе Луны в Южной Америке и на востоке Северной Америки.
|                |
| Карта затмения |

## Иллюстрации

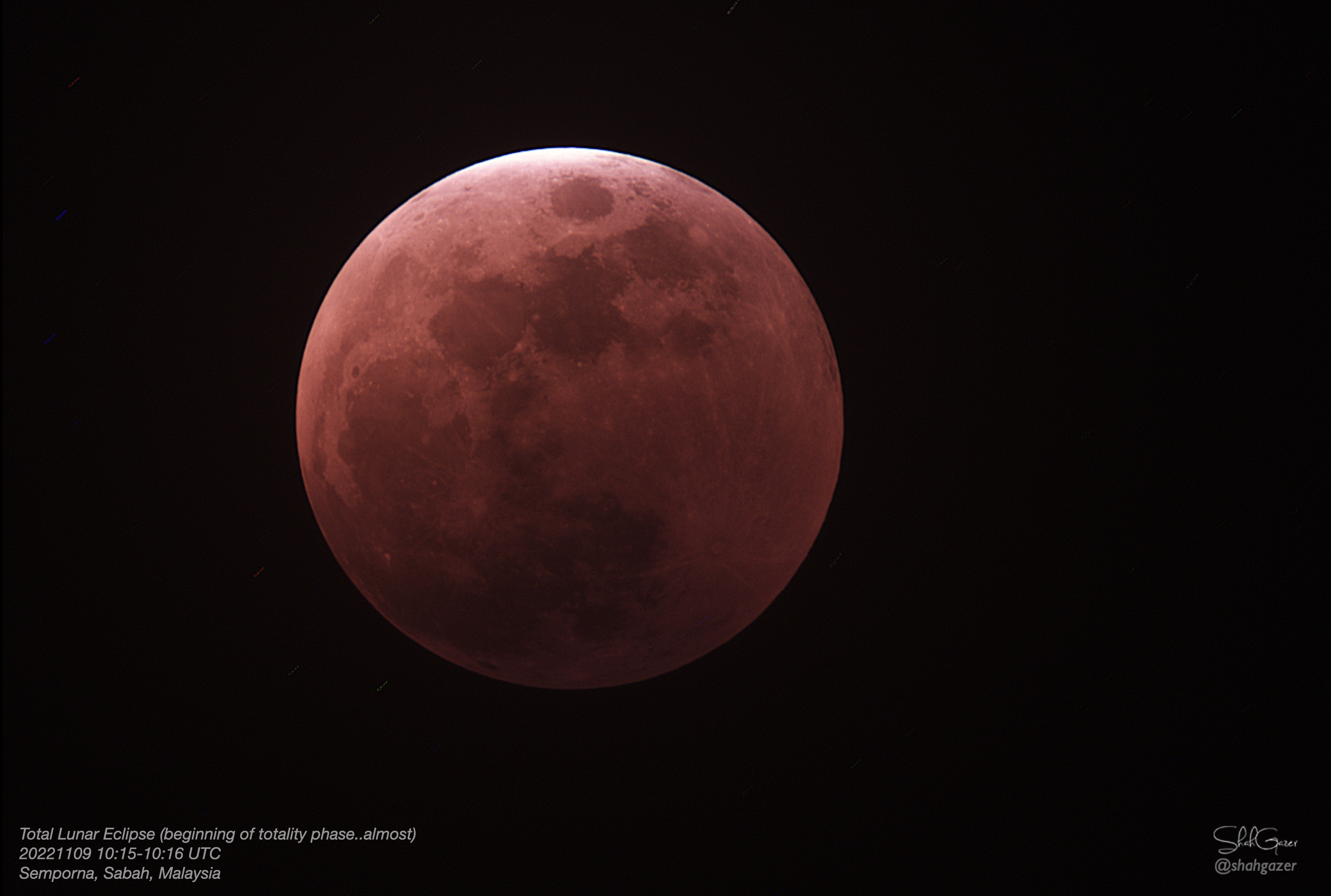
Сабах, Малайзия (10:15 UTC)
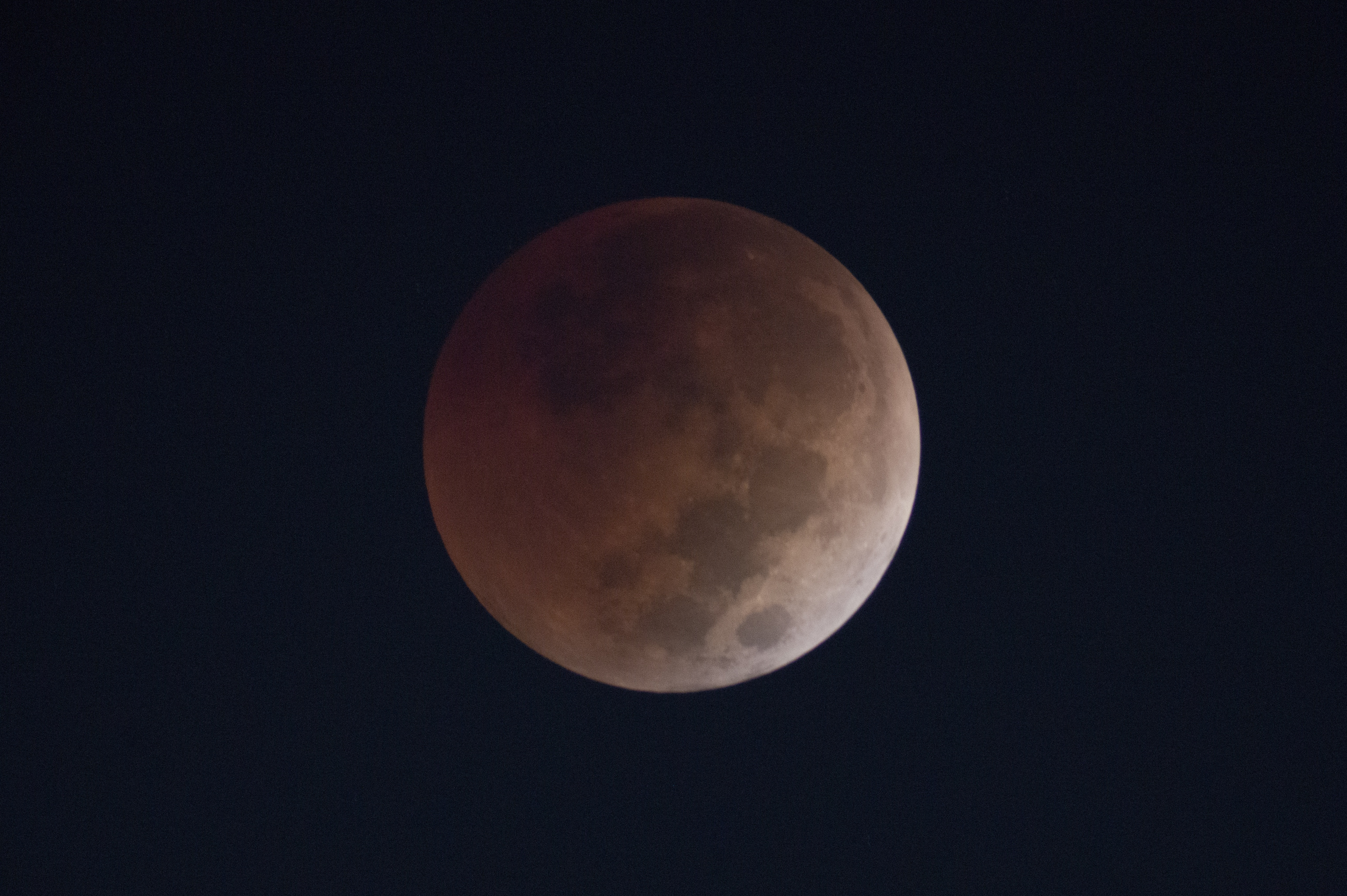
Майами, Флорида, США (10:27 UTC)
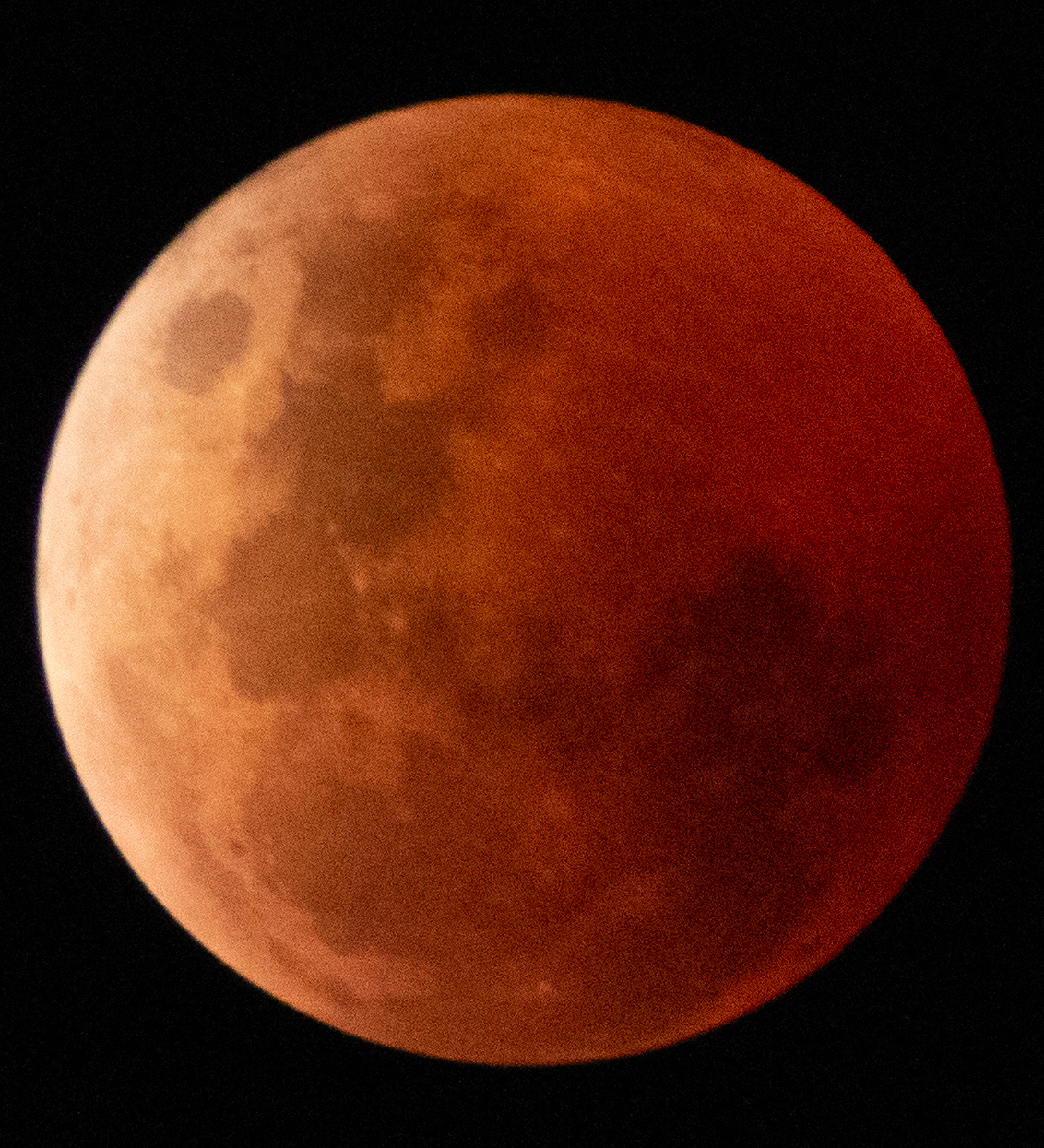
Канберра, Австралия

## Интересные факты
Данное затмение редко совпало с покрытием Урана Луной. Например, в Японии это можно было увидеть впервые за 442 года. Уран рядом с Луной можно наблюдать в небольшой телескоп только во время лунных затмений из-за падения её яркости.